# (9312) 1987 VE2
1987 في إي 2 (ويعرف أيضًا باسم (9312) 1987 في إي 2 وفق تسمية الكوكب الصغير) (بالإنجليزية: 1987 VE2)‏ هو كويكب ضمن حزام الكويكبات؛ وترتيبه 9312 من حيث الاكتشاف.
اكتُشف هذا الجُرم الفلكي بواسطة هيروشي كانيدا في 15 نوفمبر 1987.

## وصلات خارجية
- (9312) 1987 VE2 في قاعدة بيانات مختبر الدفع النفاث لأجرام النظام الشمسي الصغيرة

- الاكتشاف · مخطط المدار ·  العناصر المدارية · المعلمات المادية

- (9312) 1987 VE2 على موقع ويكي سكاي: DSS2, SDSS, GALEX, IRAS, Hydrogen α, X-Ray, Astrophoto, Sky Map, Articles and images